# Discografia dei New Trolls
La discografia dei New Trolls, gruppo musicale rock progressivo italiano attivo per gran parte della seconda metà del XX secolo, è costituita da dodici album in studio, due dal vivo e dieci raccolte, nonché da ventisette singoli complessivi.
Le sezioni seguenti trattano esclusivamente delle pubblicazioni del gruppo, escludendo di fatto quelle legate ai vari progetti paralleli costituiti dai singoli componenti nel corso degli anni.

## Album

### Album in studio
- 1968 - Senza orario senza bandiera (Fonit, LPX 3)
- 1970 - New Trolls (raccolta di singoli) (Fonit, LPX 7)
- 1971 - Concerto grosso per i New Trolls (Fonit, LPX 8)
- 1972 - Searching for a Land (doppio; un disco dal vivo) (Fonit, LPX 12-13)
- 1972 - Ut (Fonit, LPX 20)
- 1976 - Concerto grosso n. 2 (Magma, MAL 02)
- 1978 - Aldebaran (Warner Bros Records, T 56589)
- 1979 - New Trolls (Warner Bros Records, T 56761)
- 1981 - FS (Fonit, IPX 93)
- 1983 - America O.K. (Fonit, LPX 117)
- 1987 - Story (Ricordi, SRIC 02; antologia)
- 1988 - Amici (Ricordi, SMRL 6384)
- 1992 - Quelli come noi (WEA, 90177101)
- 1996 - Il sale dei New Trolls (Sony Fonopoli, 483853-3)

### Album dal vivo
- 1976 - Live (Magma, MAL 04; ristampato su cd come L.I.V.E.N.T.)
- 1985 - Tour (Fonit LPX 141; dal vivo)

### Raccolte
- 1975 - Antologia New Trolls (Cetra, DPU 4; doppio, antologia)
- 1977 - Revival (Magma, MAL 06; antologia)
- 1982 - Profili (Fonit, PL710 Serie Tris; antologia)
- 1987 - Story (Ricordi, SRIC 02; antologia)
- 1987 - Raccolta (Cetra, CDM 2004; antologia)
- 1989 - Quella carezza della sera (WEA italiana, 29246185-2; antologia)
- 1994 - Singles A's & B's (Mellow Records, MMP 230; antologia)
- 1996 - Concerto grosso (Replay Music, RSCD 8013; antologia)
- 1997 - Il meglio (More Records, CDDV 6162; antologia)

## Singoli
- 1967 – Sensazioni/Prima c'era luce (Fonit-Cetra, SP 1355)
- 1968 – Visioni/Io ti fermerò (Fonit-Cetra, SP 1369)
- 1968 – Cristalli fragili/Ehi, tu ritorna (Fonit-Cetra, SP 1381)
- 1969 – Io che ho te/Lei mi diceva (Fonit-Cetra, SP 1392)
- 1969 – Davanti agli occhi miei/Quella musica (Fonit-Cetra, SP 1398)
- 1969 – Un'ora/Cosa pensiamo dell'amore (Fonit-Cetra, SP 1400)
- 1969 – Signore, io sono Irish/Duemila (Fonit-Cetra, SP 1408)
- 1969 – Una miniera/Il sole nascerà (Fonit-Cetra, SP 1415)
- 1970 – Annalisa/Allora mi ricordo (Fonit-Cetra, SP 1427)
- 1970 – Una nuvola bianca/Corro da te (Fonit-Cetra, SP 1428)
- 1970 – La più bella sei tu/Come Cenerentola (Fonit-Cetra, SP 1445)
- 1970 – Autostrada/Il nulla e la luce (RCA Italiana, PM 3563)
- 1971 – Una storia/Il vento dolce dell'estate (Fonit-Cetra, SP 1449)
- 1971 – Venti o cent'anni/Una vita intera (Fonit-Cetra, SP 1453)
- 1971 – Adagio/Allegro (Fonit-Cetra, SP 1456)
- 1971 – La prima goccia bagna il viso parte 1ª/La prima goccia bagna il viso parte 2ª (Fonit-Cetra, SP 1460)
- 1972 – Black Hand/Percival (Fonit-Cetra, SP 1494)
- 1976 – Bella come mai/Lei (Magma, MAG 01)
- 1977 – Solamente tu/Let It Be Me (Magma, MAG 07)
- 1978 – Quella carezza della sera/Aldebaran (Warner Bros. Records, T 17282)
- 1979 – Anche noi/Prima del concerto (Warner Bros. Records, T 17342)
- 1979 – Che idea/Accendi la tua luce (Warner Bros. Records, T 17527)
- 1980 – Musica/Poster (Warner Bros. Records, T 17654)
- 1981 – Il serpente/Quella luna dolce
- 1981 – Là nella casa dell'angelo/Il treno
- 1985 – Faccia di cane/Manchi tu
- 1988 – Cielo chiaro/Sebastiano
- 1992 – Quelli come noi/Visioni